# Atletismo nos Jogos Pan-Americanos de 1987
As competições de atletismo nos Jogos Pan-Americanos de 1987 foram realizadas em Indianápolis, nos Estados Unidos. Os eventos foram realizados no IU Indianapolis Track and Soccer Stadium.

## Medalhistas
Masculino
| Evento                              | Ouro                                                                     | Ouro     | Prata                                                                      | Prata    | Bronze                                                           | Bronze   |
| ----------------------------------- | ------------------------------------------------------------------------ | -------- | -------------------------------------------------------------------------- | -------- | ---------------------------------------------------------------- | -------- |
| 100 metros detalhes                 | Lee McRae USA Estados Unidos                                             | 10.26    | Ray Stewart JAM Jamaica                                                    | 10.27    | Juan Núñez DOM República Dominicana                              | 10.44    |
| 200 metros detalhes                 | Floyd Heard USA Estados Unidos                                           | 20.25    | Robson da Silva BRA Brasil                                                 | 20.49    | Wallace Spearmon USA Estados Unidos                              | 20.53    |
| 400 metros detalhes                 | Raymond Pierre USA Estados Unidos                                        | 44.60    | Bert Cameron JAM Jamaica                                                   | 44.72    | Roberto Hernández CUB Cuba                                       | 45.13    |
| 800 metros detalhes                 | Johnny Gray USA Estados Unidos                                           | 1:46.79  | José Luíz Barbosa BRA Brasil                                               | 1:47.37  | Stanley Redwine USA Estados Unidos                               | 1:47.73  |
| 1500 metros detalhes                | Joaquim Cruz BRA Brasil                                                  | 3:47.34  | Jim Spivey USA Estados Unidos                                              | 3:47.46  | Steve Scott USA Estados Unidos                                   | 3:47.76  |
| 5000 metros detalhes                | Arturo Barrios MEX México                                                | 13:31.40 | Adauto Domingues BRA Brasil                                                | 13:46.41 | Omar Aguilar CHI Chile                                           | 13:47.86 |
| 10000 metros detalhes               | Bruce Bickford USA Estados Unidos                                        | 28:20.37 | Rolando Vera ECU Equador                                                   | 28:22.56 | Paul McCloy CAN Canadá                                           | 28:38.07 |
| Maratona detalhes                   | Ivo Rodrígues BRA Brasil                                                 | 2:20:13  | Ronald Lanzoni CRC Costa Rica                                              | 2:20:39  | Jorge González PUR Porto Rico                                    | 2:21:14  |
| 110 metros com barreiras detalhes   | Andrew Parker JAM Jamaica                                                | 13.82    | Modesto Castillo DOM República Dominicana                                  | 13.96    | Ernesto Torres PUR Porto Rico                                    | 14.68    |
| 400 metros com barreiras detalhes   | Winthrop Graham JAM Jamaica                                              | 48.49    | Kevin Young USA Estados Unidos                                             | 48.74    | Dave Patrick USA Estados Unidos                                  | 49.47    |
| 3000 metros com obstáculos detalhes | Adauto Domingues BRA Brasil                                              | 8:23.26  | Henry Marsh USA Estados Unidos                                             | 8:23.77  | Brian Abshire USA Estados Unidos                                 | 8:27.30  |
| 4x100 metros detalhes               | USA Estados Unidos Lee McRae Lee McNeill Harvey Glance Carl Lewis        | 38.41    | CUB Cuba Ricardo Chacón Leandro Peñalver Maximo Sergio Querol Andrés Simón | 38.86    | JAM Jamaica John Mair Andrew Smith Clive Wright Ray Stewart      | 38.86    |
| 4x400 metros detalhes               | USA Estados Unidos Mark Rowe Kevin Robinzine Raymond Pierre Roddie Haley | 2:59.54  | CUB Cuba Leandro Peñalver Agustín Pavó Lazaro Martínez Roberto Hernández   | 2:59.72  | JAM Jamaica Winthrop Graham Mark Senior Berris Long Devon Morris | 3:03.57  |
| 20 km marcha atlética detalhes      | Carlos Mercenario MEX México                                             | 1:24:50  | Tim Lewis USA Estados Unidos                                               | 1:25:50  | Querubín Moreno COL Colômbia                                     | 1:27:08  |
| 50 km marcha atlética detalhes      | Martín Bermúdez MEX México                                               | 3:58:54  | Raúl González MEX México                                                   | 4:07:27  | Héctor Moreno COL Colômbia                                       | 4:18:48  |
| Salto em altura detalhes            | Javier Sotomayor CUB Cuba                                                | 2.32     | Troy Kemp BAH Bahamas                                                      | 2.28     | Jerome Carter USA Estados Unidos                                 | 2.28     |
| Salto com vara detalhes             | Mike Tully USA Estados Unidos                                            | 5.71     | Rubén Camino CUB Cuba                                                      | 5.50     | Scott Davis USA Estados Unidos                                   | 5.30     |
| Salto em distância detalhes         | Carl Lewis USA Estados Unidos                                            | 8.75     | Larry Myricks USA Estados Unidos                                           | 8.58     | Jaime Jefferson CUB Cuba                                         | 8.51     |
| Salto triplo detalhes               | Mike Conley USA Estados Unidos                                           | 17.31    | Willie Banks USA Estados Unidos                                            | 16.87    | Frank Rutherford BAH Bahamas                                     | 16.68    |
| Arremesso de peso detalhes          | Gert Weil CHI Chile                                                      | 20.21    | Gregg Tafralis USA Estados Unidos                                          | 20.17    | Paul Ruiz CUB Cuba                                               | 18.86    |
| Lançamento de disco detalhes        | Luis Delís CUB Cuba                                                      | 67.14    | Bradley Cooper BAH Bahamas                                                 | 64.56    | Randy Heisler USA Estados Unidos                                 | 62.76    |
| Lançamento de martelo detalhes      | Jud Logan USA Estados Unidos                                             | 77.24    | Andrés Charadía ARG Argentina                                              | 69.36    | Vicente Sánchez CUB Cuba                                         | 66.02    |
| Lançamento de dardo detalhes        | Duncan Atwood USA Estados Unidos                                         | 78.68    | Ramón González CUB Cuba                                                    | 75.58    | Juan de la Garza MEX México                                      | 73.76    |
| Decatlo detalhes                    | Mike Gonzales USA Estados Unidos                                         | 7649     | Keith Robinson USA Estados Unidos                                          | 7573     | Gordon Orlikow CAN Canadá                                        | 7441     |

Feminino
| Evento                            | Ouro                                                                               | Ouro     | Prata                                                                         | Prata    | Bronze                                                                        | Bronze   |
| --------------------------------- | ---------------------------------------------------------------------------------- | -------- | ----------------------------------------------------------------------------- | -------- | ----------------------------------------------------------------------------- | -------- |
| 100 metros detalhes               | Gail Devers USA Estados Unidos                                                     | 11.14    | Diane Williams USA Estados Unidos                                             | 11.25    | Pauline Davis BAH Bahamas                                                     | 11.47    |
| 200 metros detalhes               | Gwen Torrence USA Estados Unidos                                                   | 22.52w   | Randy Givens USA Estados Unidos                                               | 22.71w   | Pauline Davis BAH Bahamas                                                     | 22.99w   |
| 400 metros detalhes               | Ana Fidelia Quirot CUB Cuba                                                        | 50.27    | Jillian Richardson CAN Canadá                                                 | 50.35    | Denean Howard USA Estados Unidos                                              | 50.72    |
| 800 metros detalhes               | Ana Fidelia Quirot CUB Cuba                                                        | 1:59.06  | Delisa Walton-Floyd USA Estados Unidos                                        | 2:00.54  | Soraya Vieira Telles BRA Brasil                                               | 2:00.56  |
| 1500 metros detalhes              | Linda Sheskey USA Estados Unidos                                                   | 4:07.84  | Debbie Bowker CAN Canadá                                                      | 4:08.43  | Brit McRoberts CAN Canadá                                                     | 4:11.35  |
| 3000 metros detalhes              | Mary Knisely USA Estados Unidos                                                    | 9:06.75  | Angela Chalmers CAN Canadá                                                    | 9:14.48  | Leslie Seymour USA Estados Unidos                                             | 9:19.26  |
| 10000 metros detalhes             | Marty Cooksey USA Estados Unidos                                                   | 33:00.00 | Nancy Tinari {CAN Canadá                                                      | 33:02.41 | Patty Murray USA Estados Unidos                                               | 33:38.12 |
| Maratona detalhes                 | María del Carmen Cárdenas MEX México                                               | 2:52:06  | Debbie Warner USA Estados Unidos                                              | 2:54:49  | Maribel Durruty CUB Cuba                                                      | 2:56:21  |
| 100 metros com barreiras detalhes | LaVonna Martin USA Estados Unidos                                                  | 12.81    | Stephanie Hightower USA Estados Unidos                                        | 12.82    | Aliuska López CUB Cuba                                                        | 12.91    |
| 400 metros com barreiras detalhes | Judi Brown-King USA Estados Unidos                                                 | 54.23    | Sandra Farmer JAM Jamaica                                                     | 54.59    | LaTanya Sheffield USA Estados Unidos                                          | 56.15    |
| 4x100 metros detalhes             | USA Estados Unidos Gail Devers Michelle Finn-Burrell Gwen Torrence Sheila Echols   | 42.91    | CUB Cuba Susana Armenteros Eusebia Riquelme Liliana Allen Aliuska López       | 44.16    | BRA Brasil Claudilea dos Santos Cleide Amaral Inês Ribeiro Sheila de Oliveira | 45.37    |
| 4x400 metros detalhes             | USA Estados Unidos Diane Dixon Rochelle Stevens Valerie Brisco-Hooks Denean Howard | 3:23.35  | CAN Canadá Jillian Richardson Marita Payne Charmaine Crooks Molly Killingbeck | 3:29.18  | JAM Jamaica Sandie Richards Ilrey Oliver Vivienne Spence Cathy Rattray        | 3:29.50  |
| 10 km marcha atlética detalhes    | María Colín MEX México                                                             | 47:17.15 | Ann Peel CAN Canadá                                                           | 47:17.97 | Maryanne Torrellas USA Estados Unidos                                         | 47:35.12 |
| Salto em altura detalhes          | Coleen Sommer USA Estados Unidos                                                   | 1.96     | Silvia Costa Acosta-Martínez CUB Cuba                                         | 1.92     | Mazel Thomas JAM Jamaica                                                      | 1.88     |
| Salto em distância detalhes       | Jackie Joyner-Kersee USA Estados Unidos                                            | 7.45     | Jennifer Inniss USA Estados Unidos                                            | 6.85     | Eloína Echevarría CUB Cuba                                                    | 6.42     |
| Arremesso de peso detalhes        | Ramona Pagel USA Estados Unidos                                                    | 18.56    | María Elena Sarría CUB Cuba                                                   | 18.12    | Belsis Laza CUB Cuba                                                          | 18.06    |
| Lançamento de disco detalhes      | Maritza Martén García CUB Cuba                                                     | 65.58    | Hilda Ramos CUB Cuba                                                          | 61.34    | Connie Price USA Estados Unidos                                               | 59.52    |
| Lançamento de dardo detalhes      | Ivonne Leal CUB Cuba                                                               | 63.70    | María Caridad Colón CUB Cuba                                                  | 61.66    | Marieta Riera VEN Venezuela                                                   | 57.10    |
| Heptatlo detalhes                 | Cindy Greiner USA Estados Unidos                                                   | 6184     | Connie Polman-Tuin CAN Canadá                                                 | 5862     | Jolanda Jones USA Estados Unidos                                              | 5823     |

- nb  Algumas fontes atribuem erroneamente a vitória da maratona feminina a María del Carmen Díaz (uma posterior vencedora de pista nos Jogos Pan-Americanos) em vez da vencedora correta, María del Carmen Cárdenas.[1]

## Quadro de medalhas
| Ordem | País                     | Medalha de ouro | Medalha de prata | Medalha de bronze |     |
| ----- | ------------------------ | --------------- | ---------------- | ----------------- | --- |
| 1     | USA Estados Unidos       | 26              | 14               | 15                | 55  |
| 2     | CUB Cuba                 | 6               | 9                | 8                 | 23  |
| 3     | MEX México               | 5               | 1                | 1                 | 7   |
| 4     | BRA Brasil               | 3               | 3                | 2                 | 8   |
| 5     | JAM Jamaica              | 2               | 3                | 4                 | 9   |
| 6     | CHI Chile                | 1               |                  | 1                 | 2   |
| 7     | CAN Canadá               |                 | 7                | 3                 | 10  |
| 8     | BAH Bahamas              |                 | 2                | 3                 | 5   |
| 9     | DOM República Dominicana |                 | 1                | 1                 | 2   |
| 10    | ECU Equador              |                 | 1                |                   | 1   |
|       | CRC Costa Rica           |                 | 1                |                   | 1   |
|       | ARG Argentina            |                 | 1                |                   | 1   |
| 13    | PUR Porto Rico           |                 |                  | 2                 | 1   |
|       | COL Colômbia             |                 |                  | 2                 | 1   |
| 15    | VEN Venezuela            |                 |                  | 1                 | 1   |
| TOTAL | TOTAL                    | 43              | 43               | 43                | 129 |